# マンクスマン (水上機母艦)
| 画像をアップロード |                                    |
| 艦歴               |                                    |
| 発注               |                                    |
| 起工               | 1903年                             |
| 進水               | 1904年6月15日                      |
| 就役               | 1916年4月17日                      |
| 退役               | 1919年12月24日                     |
| その後             | 1949年8月9日にスクラップとして売却 |
| 除籍               |                                    |
| 性能諸元           |                                    |
| 排水量             | 2,048トン                          |
| 全長               | 341 ft (104 m) overall             |
| 全幅               | 43 ft (13 m)                       |
| 吃水               | 16 ft (4.9 m)                      |
| 機関               | 蒸気タービン、3軸推進、6,300shp    |
| 最大速             | 21ノット                           |
| 乗員               | 250名                              |
| 兵装               | 4インチ砲2門 6ポンド砲1門          |
| 搭載機             | 水上機8機                          |

マンクスマン (HMS Manxman) は、イギリス海軍の水上機母艦。

## 艦歴
「マンクスマン」はミッドランド鉄道のフェリーとして、バロー＝イン＝ファーネスのヴィッカース・リミテッドで建造され、ヒーシャムとダグラス間の連絡に使用された。1915年後半に海軍本部の要求により、チャタム工廠で水上機母艦に改装される。この改装により航空機格納庫2基および飛行甲板が増設された。1916年4月17日に就役し軍務につく。運用機種はソッピース ベイビー、ソッピース パップ、ソッピース キャメル、ショート184等が含まれた。
就役後「マンクスマン」はロスサイスを拠点として1917年10月まで活動し、その後地中海に移動した。1919年12月24日に解役され、1920年2月12日にアイル・オブ・マン・スチーム・パケット・カンパニーに売却された。
「マンクスマン」は1941年10月に再び軍務に使用されることとなる。「マンクスマン」の艦名はすでに別の艦に使用されていたため、「HMS Caduceus」と命名された。「Caduceus」は本国水域でレーダー訓練艦として使用され、1945年に陸軍省の兵員輸送に使用された。その後1945年8月9日にスクラップとして売却された。